# Нарубин, Сергей Владимирович
Серге́й Влади́мирович Нару́бин (5 декабря 1981, Москва) — российский футболист, игравший на позиции вратаря. Мастер спорта. Сын волейболиста Владимира Нарубина.

## Карьера
Воспитанник футбольной ДЮСШ «Трудовые резервы» (Москва). Взрослую карьеру начал в раменском «Сатурне», клубе Высшей лиги, но так и не сыграл за этот клуб ни одного матча. Затем играл в клубе Первенства КФК «Метеор» (Жуковский) и во второй лиге за клубы «Фабус» (Бронницы) и «Динамо» (Брянск). В сезоне-2003 занял второе место в зоне «Центр» второго дивизиона в составе «Динамо»; после исключения из первого дивизиона петербургского «Динамо» брянский клуб получил право играть в первом дивизионе в сезоне-2004. Оба проведённых тогда в Брянске сезона Нарубин был основным вратарём команды. В сезоне-2005 числился в составе «Алании», тогда клуба Премьер-Лиги, вышел на поле всего в одном матче, в Кубке России против читинского «Локомотива», в чемпионате же не сыграл ни разу, на следующий год вернулся в Брянск, где провёл ещё один сезон, регулярно выходя на поле.

### «Амкар»
Летом 2008 года после перехода Владимира Габулова в московское «Динамо» Нарубин стал основным вратарём «Амкара». Дебютный матч в премьер-лиге сыграл 6 июля против «Локомотива» и не пропустил ни одного мяча. Во всех оставшихся 20 матчах сезона в воротах команды также стоял Нарубин, пропустивший 16 мячей и отыгравший 11 матчей «на ноль».
Следующие сезоны 2009 и 2010 годов прошли по схожему сценарию: основным вратарём команды до августа был Нарубин, а после — Игорь Усминский. Таким образом, Нарубин сыграл 21 и 16 матчей в сезонах соответственно. В первом случае он получил травму по ходу матча с нальчикским «Спартаком», а во втором был оставлен на скамейке запасных по желанию Рашида Рахимова.
Чемпионат России 2011/12 после продажи Усминского в «Краснодар» начал первым номером, но из-за двух травм пропустил в общей сложности 13 матчей. В декабре был признан лучшим футболистом года в Пермском крае.
По результатам опроса на официальном сайте ФК «Амкар» и по результатам голосования болельщиков гостевой книги (приз Максима Корнева) был признан лучшим игроком чемпионата России.
 Разрыв селезёнки 
21 мая 2011 года произошёл инцидент в матче с «Ростовом». Нарубин пошёл на выход и столкнулся с игроком соперников Корнелом Салатой, однако доиграл первый тайм до конца. В перерыве его заменил Василий Хомутовский. Врачи поставили диагноз «разрыв селезёнки». Нарубин перенёс операцию по удалению органа. Планировалось, что он должен был вернуться к концу августа, однако уже 14 августа в матче с «Зенитом» появился на поле: второй вратарь Хомутовский играл крайне неуверенно и пропускал много мячей. Нарубин отыграл весь матч и помог «Амкару» удержать ничью 1:1. В сезоне 2014/2015 сыграл два матча — с «Тереком» (0:4) и с тульским «Арсеналом» (0:4).

### С 2015 года
10 января 2015 года было объявлено о том, что Нарубин подписал контракт с «Тосно» на два года. Став до конца чемпионата основным вратарём, покинул клуб в июне.
В июле 2015 года перешёл в ФК «Уфа». Дебют состоялся 19 сентября в гостевом матче 9-го тура против «Терека» (1:4).
В 2016 году стал игроком московского «Динамо», с которым выиграл первенство ФНЛ. Последний матч в карьере провел против сборной России. Отыграл весь первый тайм, после чего был заменён Антоном Шуниным. В мае 2018 объявил о завершении карьеры.

## Выборочная статистика
| Клуб   | Сезон            | Лига | Лига | Лига          | Кубки | Кубки | Кубки         | Еврокубки | Еврокубки | Еврокубки     | Итого | Итого | Итого         |
| Клуб   | Сезон            | Игры | Голы | Матчи на ноль | Игры  | Голы  | Матчи на ноль | Игры      | Голы      | Матчи на ноль | Игры  | Голы  | Матчи на ноль |
| ------ | ---------------- | ---- | ---- | ------------- | ----- | ----- | ------------- | --------- | --------- | ------------- | ----- | ----- | ------------- |
| Сатурн | 2000             | 0    | 0    | 0             | 0     | 0     | 0             | -         | -         | -             | 0     | 0     | 0             |
| Сатурн | Итого            | 0    | 0    | 0             | 0     | 0     | 0             | 0         | 0         | 0             | 0     | 0     | 0             |
| Алания | 2005             | 0    | 0    | 0             | 1     | 0     | 1             | -         | -         | -             | 0     | 0     | 0             |
| Алания | Итого            | 0    | 0    | 0             | 1     | 0     | 1             | 0         | 0         | 0             | 1     | 0     | 1             |
| Амкар  | 2007             | 0    | 0    | 0             | 0     | 0     | 0             | -         | -         | -             | 0     | 0     | 0             |
| Амкар  | 2008             | 20   | −16  | 11            | 0     | 0     | 0             | -         | -         | -             | 20    | −16   | 11            |
| Амкар  | 2009             | 21   | −31  | 5             | 1     | −1    | 0             | 2         | −3        | 1             | 24    | −35   | 6             |
| Амкар  | 2010             | 16   | −21  | 2             | 1     | 0     | 1             | -         | -         | -             | 17    | −21   | 3             |
| Амкар  | 2011/12          | 29   | −25  | 11            | 2     | −3    | 0             | -         | -         | -             | 31    | −28   | 11            |
| Амкар  | 2012/13          | 21   | −37  | 2             | 0     | 0     | 0             | -         | -         | -             | 21    | −37   | 2             |
| Амкар  | 2013/14          | 23   | −29  | 8             | 0     | 0     | 0             | -         | -         | -             | 23    | −29   | 8             |
| Амкар  | 2014/15          | 2    | −8   | 0             | 1     | 0     | 1             | -         | -         | -             | 3     | −8    | 1             |
| Амкар  | Итого            | 132  | −167 | 39            | 5     | −4    | 2             | 2         | −3        | 1             | 132   | −174  | 42            |
| Уфа    | 2015/16          | 7    | -11  | 2             | 0     | 0     | 0             | -         | -         | -             | 0     | 0     | 0             |
| Уфа    | Итого            | 7    | −11  | 2             | 0     | 0     | 0             | 0         | 0         | 0             | 7     | −11   | 2             |
| Уфа    | Всего за карьеру | 139  | −178 | 41            | 16    | −15   | 3             | 2         | −3        | 1             | 140   | −174  | 43            |

## Достижения
Командные
 Амкар (Пермь)
- Финалист Кубка России: 2007/08.

 Динамо (Москва)
- Победитель Первенства ФНЛ: 2016/17.

Личные
- Лучший футболист Пермского края: 2011